# Dorothy Day
Dorothy Day (Brooklyn, Nueva York, 8 de noviembre de 1897-Nueva York, 29 de noviembre de 1981), fue una periodista, activista social y oblata benedictina anarquista cristiana estadounidense. Siendo miembro devoto de la Iglesia católica, es conocida gracias a sus campañas por la justicia social, en defensa de los pobres. Junto con Peter Maurin, fundó el Movimiento del Trabajador Católico en 1933.

## Infancia
“La Radical Piadosa”, como sería conocida Dorothy Day, vino al mundo el 8 de noviembre de 1897 en el barrio Bath Beach, de la ciudad de Brooklyn. Su padre era periodista de Tennessee, escribía novelas y aventuras sobre deportes para el antiguo periódico Morning Telegraph, amenizando sus artículos con citas de Shakespeare y de la Biblia. Con su madre mantuvo una relación más cercana. Sus padres se conocieron en Nueva York y decidieron casarse en la iglesia episcopaliana de Greenwhich Village, a pesar de no ser religiosos. Nunca hablaron a sus hijos de religión, como nos expresa la propia Dorothy Day. 
La familia de Dorothy vivía en Chicago en condiciones muy pobres, y así su madre la enviaba a comprar plátanos pasados porque costaban solo diez centavos la docena.
La infancia de Dorothy se desarrollará con normalidad en el seno de una familia protestante.

## Años de juventud
En septiembre de 1914, Dorothy Day se dirige a estudiar a la Universidad de Illinois en Urbana. Decidió matricularse en biología, historia, lengua, latín y literatura inglesa. La joven que hasta entonces no había tenido la menor noticia de la situación política en vísperas de la Primera Guerra Mundial, comenzó a interesarse por la realidad social. Devoró las descripciones de la miseria en las obras de Jack London, así como varias teorías anarquistas.
Ingresa en el Partido Socialista de América y a los dos años, Dorothy abandona la universidad. Al encontrar rechazo por parte de su padre al volver a casa, se instala en el barrio judío de Eastside y se hace periodista, colaborando en el diario socialista Call (La voz). Escribía sobre manifestaciones de protesta, intervenciones brutales de la policía, mítines de huelga y actividades pacifistas.  
Dorothy tuvo poco que ver con la dictadura del proletariado, le fascinaban las ideas anarquistas. También se sentía apasionada por la literatura rusa del siglo XIX: Turgenev, Gorki, Chekhov y, sobre todo, Tolstoi y Dostoievski. Le repugnaba el Estado moderno, lo llamaba Estado de esclavos; en su lugar prefiere que uno mismo administre el Estado, que participen todos en la propiedad de los medios de producción con la debida responsabilidad, y proponía una multitud de organismos descentralizados y autónomos. En Washington se manifestó junto a un grupo de feministas, que habían convocado una huelga. La policía detuvo a treinta manifestantes entre ellos Dorothy.
Después del derrocamiento del zar ruso en 1917, Dorothy y sus amigos esperaban impacientes y optimistas la fraternización de las masas y la sustitución de la clase dominante en Estados Unidos. En 1918, el último año de la guerra, se hizo enfermera. Trabajaba en un hospital en la sección de señoras mayores con roturas de cadera o pierna, y más tarde con internos en la sección de hombres. En Chicago se hizo reportera judicial y posaba como modelo para estudiantes de arte.
Entre tanto se casó con Forster Buttermann, un hombre de ideas radicales y filantrópicas. En estos años Dorothy experimenta una profunda conversión al catolicismo, ve en la Iglesia católica un cuerpo vivo que ha sobrevivido por siglos. Producto de esta conversión será su separación de Forster —el hombre de su vida— con el cual Dorothy había tenido una hija, Tamar, la cual fue bautizada por el rito católico. Con el tiempo, hizo oblación en la orden benedictina como laica.

## ElCatholic Worker
En 1933 se alcanzó la cifra de trece millones de parados en EE. UU. (todos los días había despedidos). Los hombres perdían su patrimonio porque no podían pagar el alquiler. El encuentro de Dorothy con Peter Maurin fue esencial. Ambos sostuvieron conversaciones y de esta manera el 1 de mayo de 1933 —mientras 50 000 personas recorrían Nueva York, oponiéndose al Nacional Socialismo— aparece el primer número del Catholic Worker (El Trabajador Católico). El periódico costaba un centavo de dólar, contenía informes de huelgas, análisis, trabajo infantil, huelgas de los agricultores, y describía las pésimas condiciones en el pago de salarios a los negros.
El Catholic Worker tuvo una amplia difusión: del número inicial se imprimieron 2500 ejemplares, a finales de años se vendían 100 000 y en 1936 se elevaba a 150 000.

## Losworkers
Jóvenes comprometidos llevaban el diario consigo por todas partes: estaciones de buses, universidades, oficinas públicas, etc. 
Se mostraban entusiastas y dispuestos a fregar, pintar y limpiar. La casa donde se encontraban era tan pobre como la mayoría de sus seguidores. Los workers fundaron comedores benéficos, recogieron muebles y ropas y buscaban habitaciones vacías.
Los workers organizaban debates y conferencias y en ellas se hablaba mucho del orden social, de las condiciones de trabajo y del fascismo.
Los católicos burgueses se opusieron al proyecto con escepticismo; los workers daban mucha importancia al cambio de una distribución social del poder.

## Distribucionismo
No se debe pensar que Dorothy fuera una católica comunista (en el sentido de "comunismo de Estado" o marxismo-leninismo), si bien simpatizaba en parte con los ideales comunistas (de comunidad de bienes) antes que con el capitalismo. Mucho más cierto que decir que fuera una católica comunista es decir que fue una católica "enciclidista" ya que defendía y apoyaba las encíclicas sociales de la Iglesia católica. Tampoco existe una definición clara si tendía al individualismo o al colectivismo económico.
Si se lee atentamente su obra uno se da cuenta de que no apoyaba ningún tipo de sistema de gobierno en especial, sino que se preocupaba del mal que ella sostenía que el capitalismo hacía a los trabajadores y que a su vez hacía el socialismo estadocéntrico, por ello se guio por las encíclicas papales, siguiendo la línea trazada por G. K. Chesterton y Hilaire Belloc en Inglaterra con el distribucionismo, y que ella defendería a su vez junto a Peter Maurin. En sus ideas antigubernamentales también se vio fuertemente influenciada por los autores

## Sus últimos años
Cuando tenía 65 años, Dorothy Day viajó a Cuba, a buscar los puntos de contacto con los frutos de la revolución socialista. Muestra abiertamente su simpatía por Fidel Castro.
A los 74 años viajó a Moscú, donde encontró aspectos interesantes, pero sin llegar a trabar amistad con el verdadero socialismo ruso. 
Al cumplir los 80 recibió la felicitación del papa; en aquellos años llevaba una vida tranquila en Nueva York.
El 29 de noviembre de 1980, a los 83 años, murió, víctima de cáncer. El papa Juan Pablo II la declaró sierva de Dios en 1996.

## Autobiografía y película
Dorothy Day escribió su autobiografía Loneliness (La larga soledad), en la que profundizará sobre las bases del Amor, el cual se logra mediante la comunidad.
En este libro Dorothy indicó la forma en que el distribucionismo estaba en el corazón del programa del Trabajador Católico agrario.
Está autobiografía fue publicada en 1952.
En 1996 (año en que Dorothy Day fue reconocida como sierva de Dios) se realizó una película titulada "La fuerza de un ángel" dirigida por Michael Ray Rhodes, de Pauline Films, con Moira Kelly en el papel de Dorothy Day y el actor católico Martin Sheen en el papel de Peter Maurin. La frase "Entreteniendo a los Ángeles" se refiere a la práctica de tratar a todos los huéspedes, sean reyes o mendigos, como si fueran verdaderos ángeles que nos visitan.

## Proceso de canonización
En marzo de 2000, el Papa Juan Pablo II autorizó al Arquidiócesis de Nueva York a iniciar el proceso de promover su causa para la canonización. Se reza la siguiente oración para que Dorothy Day sea elevada a los altares de la Iglesia católica como santa:

### Oración para la canonización de la Sierva de Dios, Dorothy Day OSB Obl.
Misericordioso Dios, llamaste a tu sierva Dorothy Day a mostrarnos la presencia de Jesús entre los pobres y abandonados. Mediante los constantes trabajos de las obras de misericordia, ella abrazó la pobreza y dio un testimonio categórico de la justicia y la paz. Cuéntala entre tus santos y guíanos todos a ser amigos de los pobres de la tierra, y a reconocerte a Ti en ellos. Te pedimos esto por tu Hijo Jesucristo, mensajero de las buenas noticias para que los pobres sean defendidos. Amén.

## Pensamientos de Dorothy Day
- No podemos cambiar el mundo, pero podemos hacerlo un poco más tolerante.

### Ediciones en español
- La larga soledad: autobiografía. Sal Terrae. 2000. ISBN 9788429313598.
- Panes y peces. Sal Terrae. 2002. ISBN 9788429314304.
- Mi conversión: De Union Square a Roma. Ediciones Rialp. 2014. ISBN 9788432144493. (enlace roto disponible en Internet Archive; véase el historial, la primera versión y la última).